# Chambre des officiers de Saint-Pétersbourg
La Chambre des officiers du district militaire de l'Ouest (en russe Дом офицеров (Санкт-Петербург)à Saint-Pétersbourg est un édifice historiciste construit en 1895 - 1898 par V. Jauge et A. Doncchenko.

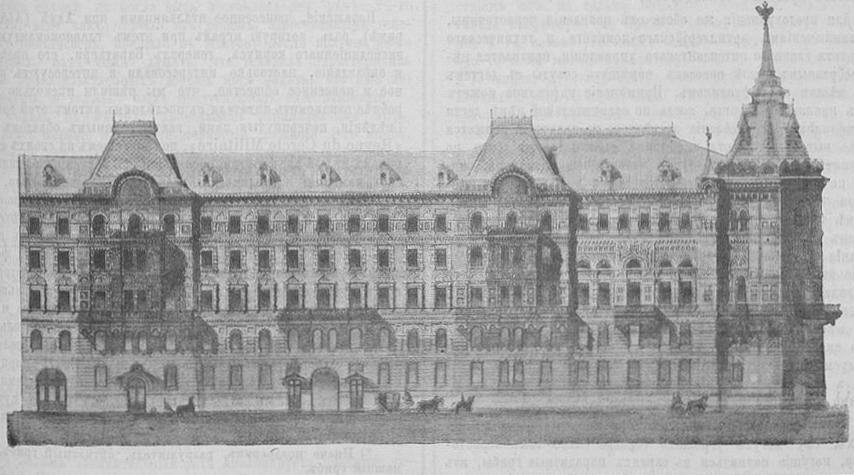
Réunion des officiers du corps des gardes en 1896.

C'était la Société des Zélotes du Savoir Militaire.
Le projet original a été réalisé par les architectes Alexandre von Hohen et M. A. Ivanov. L'édifice est situé à l'angle de la  Perspective Liteiny (au 20) et de la rue Kirotchnaia (au 1).

## Histoire
Jusqu'en 1828, la réception du comte Alexis Araktcheïev s'y tenait. En fait, ce bâtiment était occupé par la propre chancellerie de l'empereur.
Après la révolution d'Octobre, la maison des Officiers est rebaptisée maison de l'Armée rouge.
En 1950, à la Chambre des officiers, des procès ont eu lieu dans l'affaire de Léningrad (et en 1953 - sur une partie de ses organisateurs). Un procès-spectacle des principaux accusés a eu lieu les 29 et 30 septembre 1950. La session de visite du Collège militaire a condamné six personnes à mort, deux à 10 ans et un à 15 ans de prison.
Le bâtiment abrite le musée de l'Histoire des troupes du district militaire ouest, une bibliothèque, et le Conseil des Anciens Combattants de la Route de la vie.

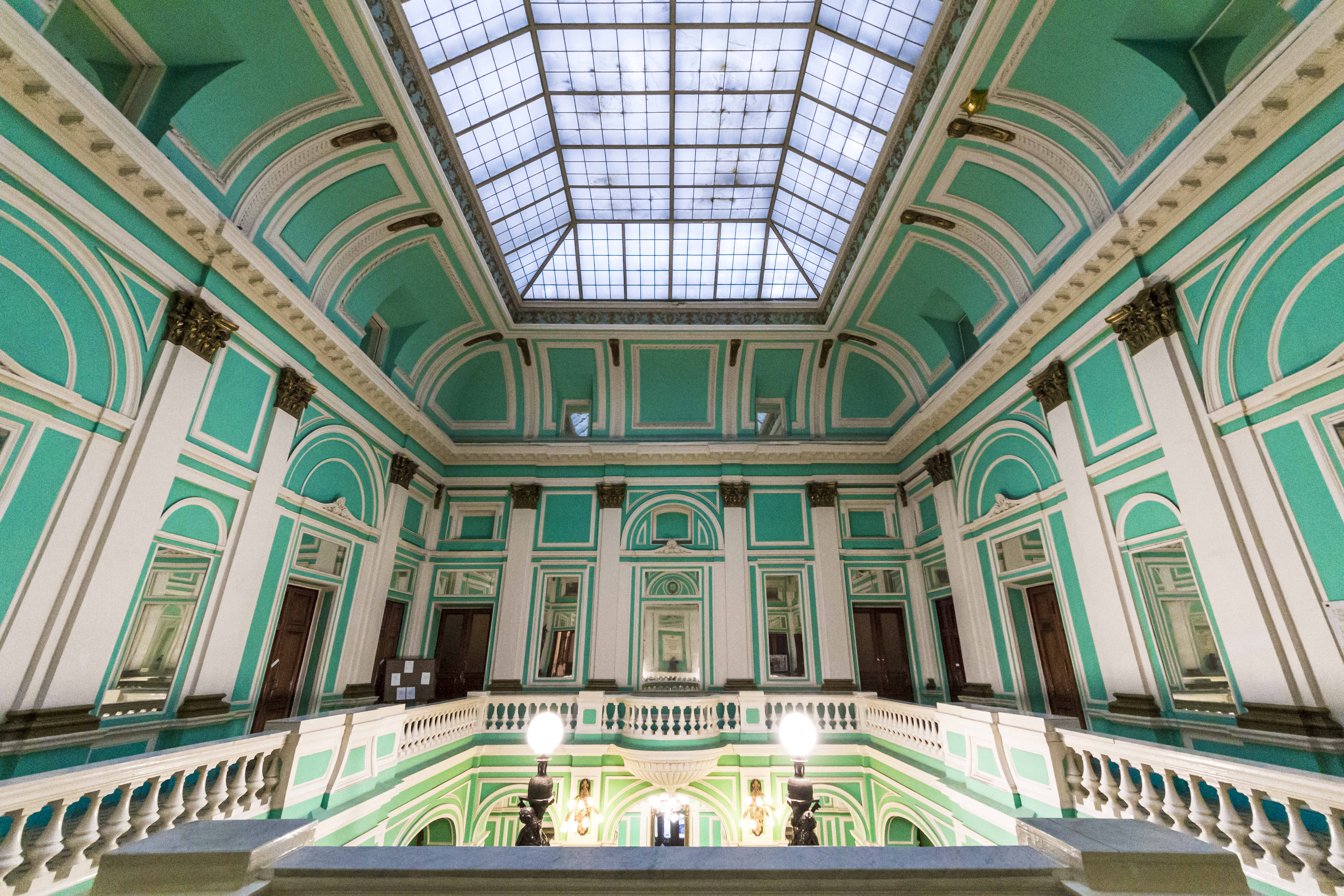
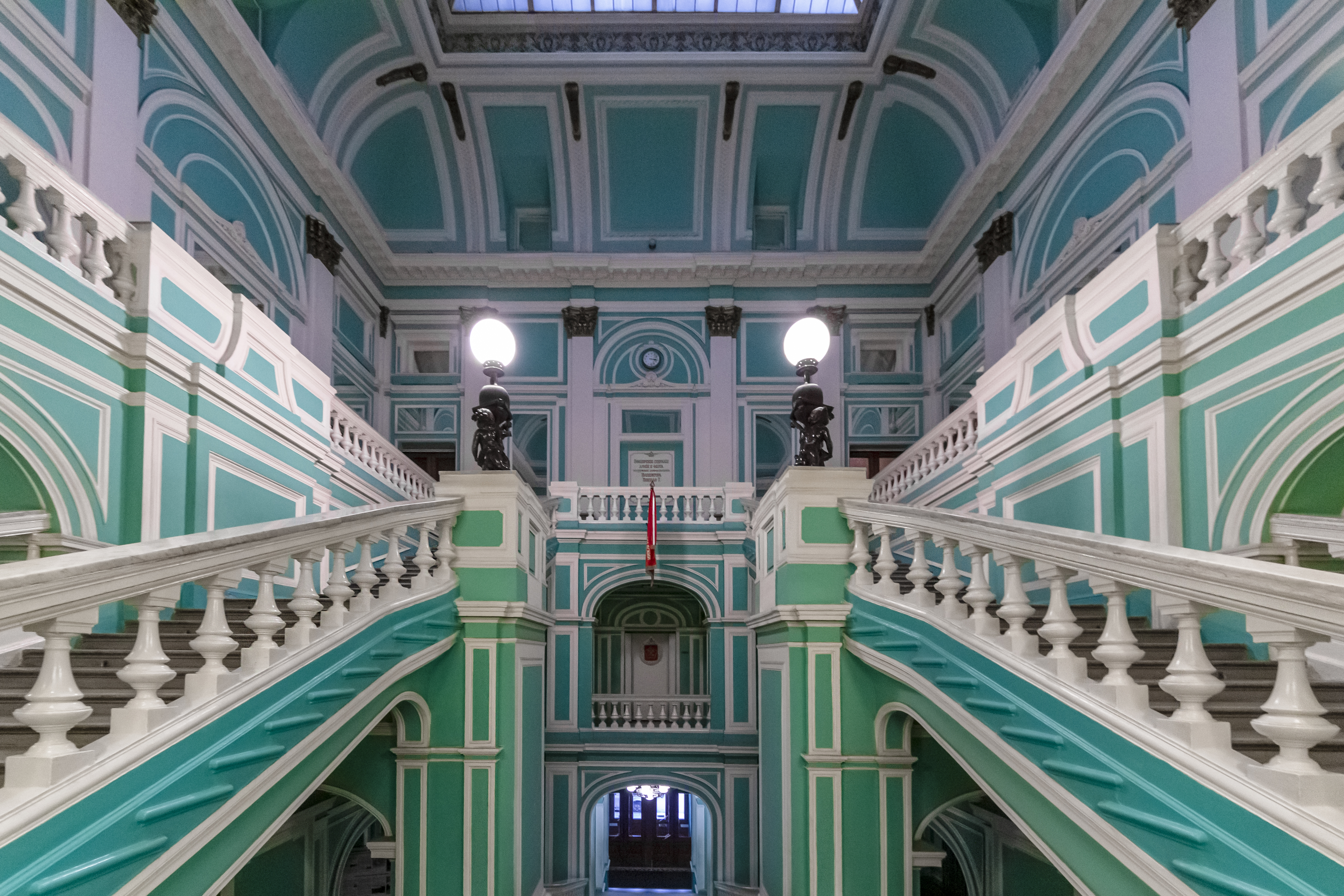

## Liens
- Site officiel